# Pinewood, South Carolina
Pinewood är en ort i Sumter County i delstaten South Carolina, USA.